# Осмометр

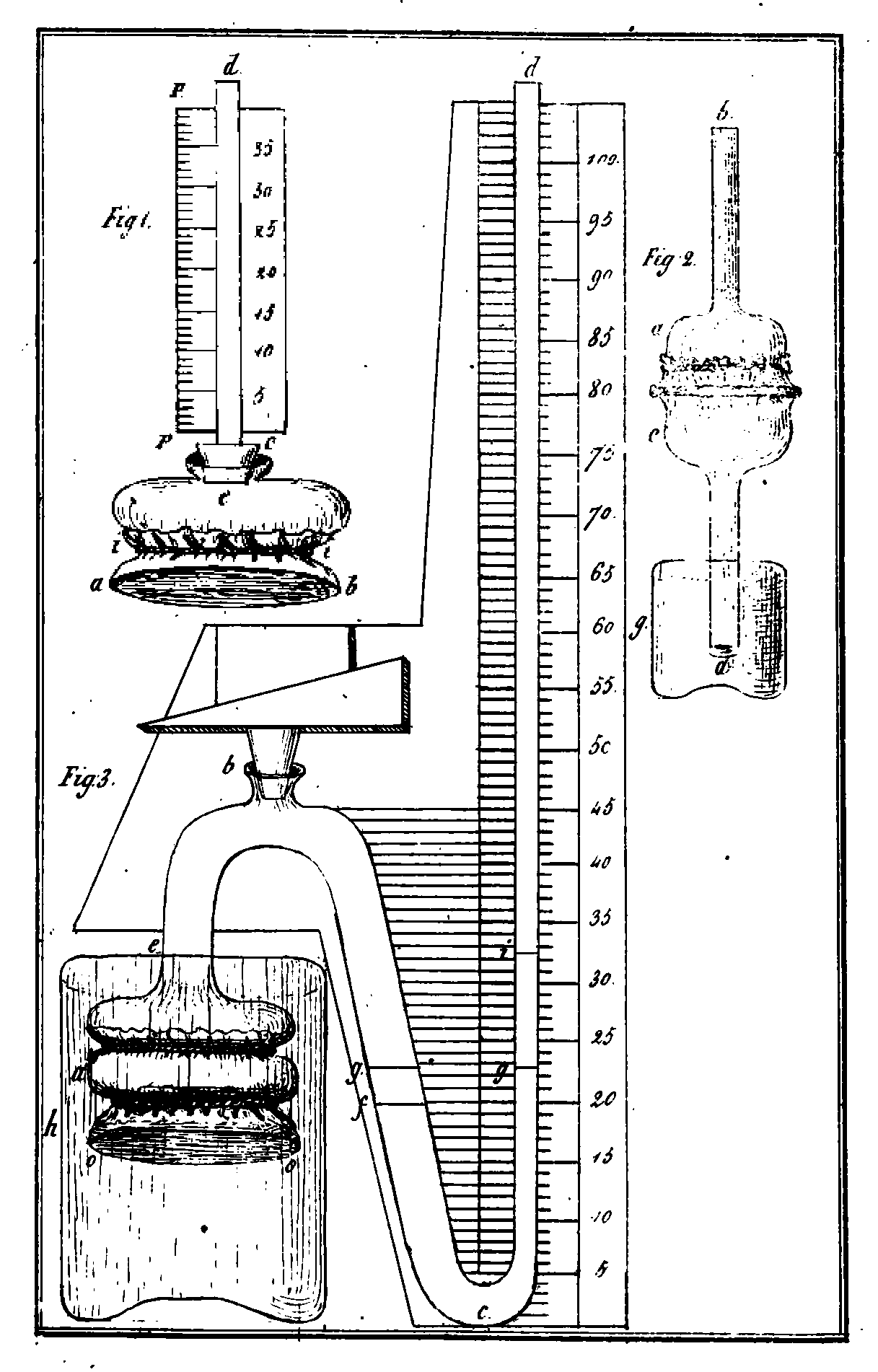
Осмометр з Nouvelles recherches Генрі Дютроше.

Осмометр (рос. осмометр, англ. osmometer, нім. Osmometer n) — прилад, яким вимірюють осмотичний тиск.
Перший осмометр описав у своїй книзі Nouvelles Recherches sur l'Endosmose et l'Exosmose в 1828 році французький ботанік Анрі Дютроше (Henri Dutrochet).

## Види осмометрів
В залежности від методики вимірювання осмотичного тиску, осмометри поділяють на статичні та динамічні.
Статичний осмометр базується на методі врівноваження осмотичного тиску розчину тиском стовпа рідини. Цей осмометр має камеру з дном — напівпроникною мембраною. Рідина заливається через верхній отвір камери, сюди ж вставляється капіляр з поділками. Камера вставляється в посудину з чистим розчинником та закривається кришкою, аби уникнути випаровування розчину.
Динамічний, або компенсаційний осмометр ґрунтується на методі компенсації накладеним на розчин змінним протитиском; тиск розраховується на основі швидкости проникнення розчинника через мембрану. Осмометр має поміщену в термостат, разом із зовнішньою посудиною, осмотичну комірку, з'єднану з мембраною, аспіратором та манометром. Зовнішній тиск регулюється підніманням верхньої частини аспіратора, що призводить до руху меніска в капілярі догори або вниз, зі співвідношення швидкостей руху котрого і вираховують осмотичний тиск розчину.

## Застосування
Осмометри застосовують в наукових дослідженнях — для визначення молекулярної маси речовини. В медичних лабораторіях осмометри застосовують для визначення вмісту солей та цукру при аналізі вмісту біологічних матеріалів.